# Raymond, Mississippi
Raymond là một thành phố ở quận Hinds trong tiểu bang Mississippi, Hoa Kỳ. Đây là một trong hai quận lỵ của quận Hinds. Thành phố có cơ sở chính của Cao đẳng Cộng đồng Hinds. Thành phố có diện tích km2, dân số theo điều tra dân số năm 2000 là 1664 người. Raymond thuộc vùng đô thị Jackson.